# Sélestat
Sélestat (în germană Schlettstadt) este un oraș în Franța, sub-prefectură a departamentului Bas-Rhin, în regiunea Alsacia. 

## Monumente
- Biserica Sfânta Fides din Sélestat⁠(fr)[traduceți], secolul al XI-lea